# Palacio de Villena (Cadalso de los Vidrios)
El palacio de Villena o palacio del marqués de Villena es un edificio renacentista de la primera mitad del siglo XV, situado en el municipio de Cadalso de los Vidrios, en el extremo suroccidental de la Comunidad de Madrid (España). Posee una zona ajardinada, trazada en el siglo XVI, que ha recibido la declaración de Bien de Interés Cultural, en la categoría de Jardín Histórico. Todo el conjunto es de titularidad privada.

## Historia

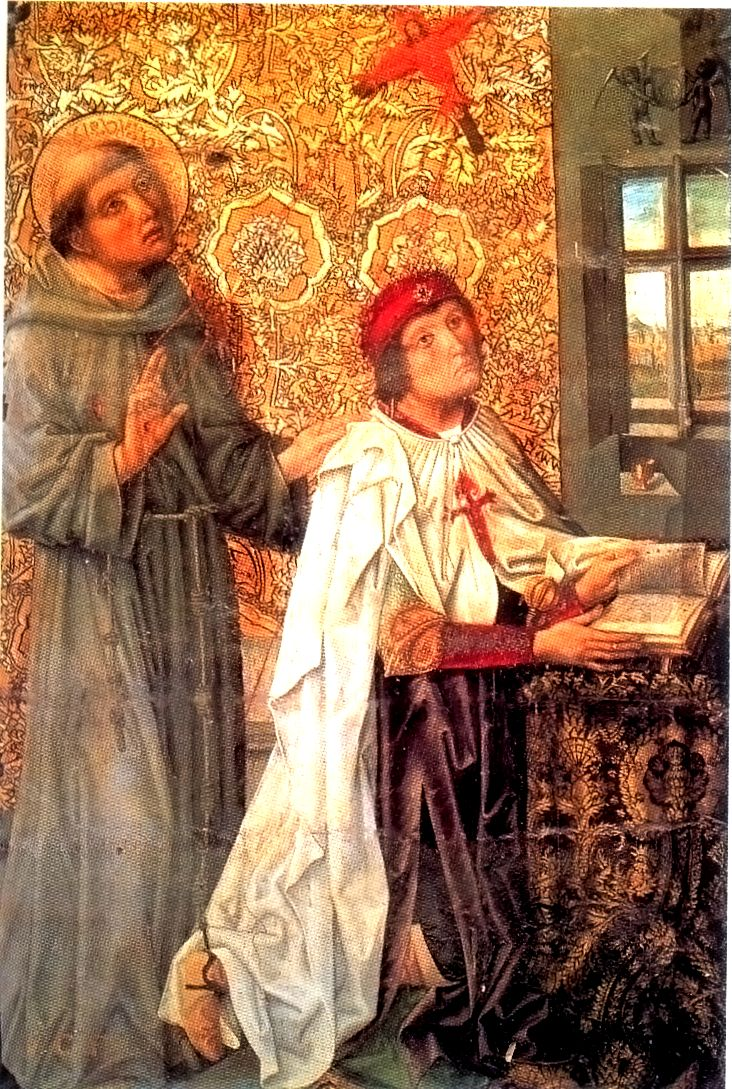
Álvaro de Luna, impulsor del Palacio de Villena, aparece retratado a la derecha en el retablo de la capilla de Santiago de la Catedral de Toledo

La construcción del palacio responde a una iniciativa de Álvaro de Luna (1390-1453), condestable de Castilla y favorito del rey Juan II de Castilla, que lo utilizaba como residencia veraniega. No muy lejos de su enclave, en San Martín de Valdeiglesias (Madrid), se encuentra el castillo de la Coracera, cuya edificación también fue promovida por el condestable, igualmente para usos recreativos.
Debe su nombre al marqués de Villena, Juan Pacheco, que fue quien se benefició de la caída en desgracia de Álvaro de Luna.
Parece ser que en sus dependencias se alojó Isabel la Católica, tras la Jura de los Toros de Guisando, mediante la cual se puso fin a la guerra civil que enfrentaba a los nobles castellanos partidarios de ésta con los que apoyaban a su sobrina, Juana la Beltraneja.
El hecho histórico más destacado acaecido en este edificio fue el nacimiento el 22 de mayo de 1777 de Luis María de Borbón, primogénito del infante Luis Antonio de Borbón y Farnesio y nieto de Felipe V, que llegó a ser Arzobispo de Toledo y Primado de España. Fue el único de los Borbones que quedó en España durante la Guerra de la Independencia. Sus padres habían llegado al palacio tras el destierro ordenado por su tío el rey Carlos III por haber contraído matrimonio morganático. Se encargó el proyecto de reforma del palacio a Ventura Rodríguez, pero la familia abandonó el palacio dos años después por roces con la población, por lo que el proyecto no se llevó a cabo. 
En 1917 sufrió un incendio, que destruyó la biblioteca y el mobiliario interior. Fue reconstruido a iniciativa privada.

## Descripción

### El edificio
El Palacio de Villena es de planta rectangular y está construido con sillares de granito, de grandes dimensiones. Presenta un aspecto fortificado, fruto de las tendencias románicas militares que inspiraron su diseño original. Estas están presentes en el antepecho sobre matacanes, en las almenas de la fachada norte, en las garitas y en las troneras de orbe dispuestas sobre el citado antepecho, elementos, todos ellos, instalados con fines ornamentales. 
La fachada sur, que integra una arquería de medio punto, se hace eco de las corrientes renacentistas de la época, incorporadas en las sucesivas reformas de las que fue objeto el edificio. También corresponden a este estilo las columnas jónicas, zapatas y dinteles de la galería interior, el mirador, los guardapolvos platerescos y los blasones que decoran el exterior.

### Los jardines
En el siglo XVI fue levantada una zona ajardinada de estilo español, colindante al edificio. Los jardines se articulan alrededor de un gran estanque de piedra, restaurado en los años ochenta del siglo XX. Presentan un trazado hipodámico e integran elementos decorativos como columnas y doseles de granito.